# Брежуљак
Брежуљак је позитивна форма рељефа, тј. усамљено узвишење, најчешће купастог облика. Издиже се изнад заравњеног земљишта и стране су му благо нагнуте. За разлику од брега подножје је веома јасно изражено, па представља истакнуту форму у односу на околину. Брежуљци се најчешће јављају у низијским пределима где је терен благо заталасан и постепено прелази у брдовите форме.